# Olympische Sommerspiele 1988/Gewichtheben – Halbschwergewicht (Männer)
Das Gewichtheben der Männer in der Klasse bis 82,5 kg (Halbschwergewicht) bei den Olympischen Sommerspielen 1988 in Seoul wurde am 24. September in der Olympischen Gewichtheberhalle ausgetragen.
Der Wettkampf bestand aus zwei Teilen: Reißen (Snatch) und Stoßen (Clean and Jerk). Die Athleten traten in drei Gruppen zuerst im Reißen an, bei dem sie drei Versuche hatten. Gewichtheber ohne gültigen Versuch schieden aus. Im Stoßen hatte wieder jeder Athlet drei Versuche. Der Athlet mit dem höchsten zusammenaddierten Gewicht gewann.

## Endergebnis
| Rang | Athlet                  | Nation                  | Reißen (kg) | Reißen (kg) | Reißen (kg) | Reißen (kg) | Stoßen (kg) | Stoßen (kg) | Stoßen (kg) | Stoßen (kg) | Zweikampf (kg) |
| Rang | Athlet                  | Nation                  | 1           | 2           | 3           | Gesamt      | 1           | 2           | 3           | Gesamt      | Zweikampf (kg) |
| ---- | ----------------------- | ----------------------- | ----------- | ----------- | ----------- | ----------- | ----------- | ----------- | ----------- | ----------- | -------------- |
| 1    | Israil Arsamakow        | Sowjetunion             | 167,5       | 167,5       | 170,0       | 167,5       | 205,0       | 210,0       | 210,0       | 210,0       | 377,5          |
| 2    | István Messzi           | Ungarn                  | 162,5       | 167,5       | 170,0       | 170,0       | 200,0       | 205,0       | 205,0       | 200,0       | 370,0          |
| 3    | Lee Hyeong-geun         | Südkorea                | 160,0       | 160,0       | 165,0       | 160,0       | 200,0       | 207,5       | 212,5       | 207,5       | 367,5          |
| 4    | Dave Morgan             | Großbritannien          | 165,0       | 165,0       | 167,5       | 165,0       | 195,0       | 200,0       | 202,5       | 200,0       | 365,0          |
| 5    | Krzysztof Siemion       | Polen                   | 155,0       | 160,0       | 162,5       | 155,0       | 195,0       | 200,0       | 200,0       | 195,0       | 357,5          |
| 6    | Ryoji Isaoka            | Japan                   | 155,0       | 155,0       | 160,0       | 155,0       | 195,0       | 202,5       | 202,5       | 195,0       | 350,0          |
| 7    | Fausto Tosi             | Italien                 | 150,0       | 155,0       | 157,5       | 155,0       | 185,0       | 190,0       | 190,0       | 185,0       | 340,0          |
| 8    | Ali Eroğlu              | Türkei                  | 145,0       | 150,0       | 150,0       | 145,0       | 185,0       | 192,5       | 192,5       | 185,0       | 330,0          |
| 9    | Muyiwa Odusanya         | Nigeria                 | 140,0       | 145,0       | 150,0       | 150,0       | 170,0       | 170,0       | 170,0       | 170,0       | 320,0          |
| 10   | Frank Pérez             | Dominikanische Republik | 145,0       | 152,5       | 152,5       | 145,0       | 172,5       | 177,5       | 177,5       | 172,5       | 317,5          |
| 11   | Derrick Crass           | Vereinigte Staaten      | 140,0       | 140,0       | 140,0       | 140,0       | 175,0       | 182,5       | 182,5       | 175,0       | 315,0          |
| 12   | Cheng Chia-tso          | Chinesisch Taipeh       | 140,0       | 140,0       | 140,0       | 140,0       | 170,0       | 170,0       | 170,0       | 170,0       | 310,0          |
| 13   | William Letriz          | Puerto Rico             | 130,0       | 137,5       | 142,5       | 142,5       | 165,0       | 172,5       | 172,5       | 165,0       | 307,5          |
| 14   | Curt White              | Vereinigte Staaten      | 130,0       | 137,5       | 140,0       | 140,0       | 165,0       | 172,5       | 172,5       | 165,0       | 305,0          |
| 15   | Jhon Sichel             | Ecuador                 | 125,0       | 130,0       | 130,0       | 125,0       | 152,5       | 157,5       | 157,5       | 157,5       | 282,5          |
| 16   | Rafael Elizondo         | Costa Rica              | 112,5       | 117,5       | 120,0       | 117,5       | 147,5       | 152,5       | 152,5       | 147,5       | 265,0          |
| 17   | José Moirt              | Mauritius               | 100,0       | 110,0       | 115,0       | 110,0       | 125,0       | 130,0       | 130,0       | 130,0       | 240,0          |
| 18   | Lopesi Faagu            | Amerikanisch-Samoa      | 80,0        | 90,0        | 100,0       | 90,0        | 120,0       | 130,0       | 135,0       | 130,0       | 220,0          |
| 19   | Percy Doherty           | Sierra Leone            | 60,0        | 65,0        | 70,0        | 65,0        | 90,0        | 100,0       | 105,0       | 100,0       | 165,0          |
|      | Charalambos Sfakianakis | Griechenland            | 145,0       | 145,0       | 150,0       | 145,0       | 185,0       | 185,0       | 185,0       | NVL         | 145,0          |
|      | László Barsi            | Ungarn                  | 162,5       | 167,5       | 167,5       | 162,5       |             |             |             |             | 162,5          |
|      | Absalom Shabangu        | Swasiland               | 80,0        | 80,0        | 80,0        | NVL         |             |             |             |             | DNF            |